# WTA Finals 2020
WTA Finals 2020 (hay còn được biết đến với tên gọi Shiseido WTA Finals Shenzhen vì lý do tài trợ) là một giải đấu dành cho 8 tay vợt nữ và 8 đội (một đội có 2 tay vợt) xuất sắc nhất trong năm được tổ chức ở Thâm Quyến (Trung Quốc) do Hiệp hội Quần vợt Nữ (WTA) điều hành.
Đây là lần thứ 50 (ở nội dung đơn) và lần thứ 45 (ở nội dung đôi) của giải đấu.
Tuy nhiên, sự kiện này đã bị WTA hủy bỏ, vì Đại dịch COVID-19 bùng phát mạnh mẽ trên thế giới, vào ngày 24 tháng 7 năm 2020.